# Бургаско
Бургаско — світле болгарське пиво. На початках варилося в припортовому місті Бургас (болг. Бургаско пиво). Виготовляється з 1971 року, в 1995 було викуплене Каменица, і в даний час вариться на Astika Brewery в Хасково. Він належить материнській компанії Molson Coors. Виготовляють світле пиво 4,4 % ABV і продається в Центральній та Східній Болгарії.